# Meredith D'Ambrosio
Meredith D'Ambrosio (Boston, 1941) es una cantante de jazz estadounidense.

## Biografía
D'Ambrosio nació en una familia musical y comenzó a estudiar voz y piano a los seis años de edad. Estudió en la Escuela del Museo del Boston en 1958-59, siguiendo estudios de pintura así como de música.
Comenzó a actuar cantando con pequeñas bandas con el pianista Roger Kelaway. Le fue ofrecida la posibilidad de girar con John Coltrane por Japón en 1966 pero declinó la oferta. Sus primeros registros importantes vinieron más de una década más tarde con su marido el pianista Eddie Higgins. Ha ejercido toda su carrera como cantante, pianista, compositora, letrista y profesora. 
Alguno de los músicos con los que ha colaborado han sido: Harold Danko, Bob Dorough, Dave Frishberg, Fred Hersch, Eddie Higgins, Dick Hyman, Hank Jones, Lee Musiker, Mike Renzi, Richard Wyands, Milt Hinton, Major Holley, Jay Leonhart, Michael Moore, George Mraz, Rufus Reid, Leroy Vinnegar, Buddy DeFranco, Harry Allen, Lee Konitz, Ken Peplowski, Phil Woods, Jack Sheldon, Don Sickler, Al Grey, Johnny Frigo, Gene Bertoncini, Kevin Eubanks, Joe Ascione, Terry Clarke, Keith Copeland, Jake Hanna, Butch Miles y Ben Riley.
También ha destacado como artista visual siendo una reputada pintora, acuarelista y caligrafista.
Ha publicado continuadamente en la etiqueta Sunnyside Records. Entre los discos que publicó antes de 2000 se pueden destacar, The Cove (con Lee Konitz y Fred Hersch en 1988); Shadowland (con Ben Riley, Erik Friedlander y Jay Leonhart) en 1995 y Silent Passion (con el guitarrista Gene Bertoncini) en 1997.
Publicó Out of Nowhere en 2000, que fue nominado para los prestigiosos Django Awards de la Academia Francesa de Jazz, como mejor vocalista de jazz. En 2012 reaparece con el álbum By Myself, una colección de 14 temas del compositor Arthur Schwartz (1900-1984), con el único acompañamiento de su piano; el primero de sus 17 álbumes dedicado a un único compositor.

## Discografía
- Lost in His Arms (Spring Records, 1978)
- Another Time (Palo Alto Records, 1981)
- Little Jazz Bird (Palo Alto, 1982)
- It's Your Dance (Sunnyside Records, 1985)
- The Cove (Sunnyside, 1987)
- South to a Warmer Place (Sunnyside, 1989)
- Love Is Not a Game (Sunnyside, 1990)
- Sleep Warm (Sunnyside, 1991)
- Shadowland (Sunnyside, 1993)
- Beware of Spring! (Sunnyside, 1995)
- Silent Passion (Sunnyside, 1996)
- Echo of a Kiss (Sunnyside, 1998)
- Out of Nowhere (Sunnyside, 2000)
- Love Is for the Birds (Sunnyside, 2001)
- Wishing on the Moon (Sunnyside, 2006)
- By Myself (Sunnyside, 2012)